# Saunderseiland (Falklandeilanden)
Saunderseiland (En.: Saunders Island) is een van de Falklandeilanden. Het ligt ten westen van West-Falkland. Het eilandje is 120 km².
Saunderseiland is een schapenboerderij. Op dit eiland werd Port Egmont, de eerste Britse nederzetting, gebouwd in 1765. Toen de Britten in 1785 de Falklandeilanden weer verlieten, lieten ze bij de nederzetting een plaquette achter waarop de Britten de soevereiniteit over de Falklandeilanden opeisten. De huidige nederzetting ligt aan de oostkust en heeft een vliegveld.
Ook op Saunderseiland leven pinguïns, albatrossen en vele andere vogels.